# FC Porto (Basketball)
Der FC Porto Ferpinta ist die Basketballabteilung des FC Porto, einem renommierten Sportverein der portugiesischen Stadt Porto, und wurde 1926 gegründet. Der Verein spielt in der ersten portugiesischen Basketballliga. Die Spielstätte ist die Dragão Arena mit 2179 Plätzen, direkt neben dem Estádio do Dragão, dem Fußballstadion des Vereins.

## Erfolge
- Portugiesische Basketballmeisterschaft (12-mal):

1951/52, 1952/53, 1971/72, 1978/79, 1979/80, 1982/83, 1995/96, 1996/97, 1998/99, 2003/04, 2010/11, 2015/16
- Portugiesischer Basketballpokal (16-mal):

1978/79, 1985/86, 1986/87, 1987/88, 1990/91, 1996/97, 1998/99, 1999/00, 2003/04, 2005/06, 2006/07, 2009/10, 2011/12, 2018/19, 2023/24, 2024/25
- Portugiesischer Basketball-Supercup (8-mal):

1986, 1997, 1999, 2004, 2011, 2016, 2019, 2024
- Portugiesischer Basketball-Ligapokal (8-mal):

1999/00, 2001/02, 2003/04, 2007/08, 2009/10, 2011/12, 2015/16, 2020/21
- Portugiesisches Basketball Champions Turnier: Meister

2005/06